# Национална библиотека на Армения
Националната библиотека на Армения (на арменски: Հայաստանի Ազգային Գրադարան) е национална обществена библиотека в Ереван, Армения. Основана е през 1832 г. като част от държавната гимназия–училище в Ереван. Днешната сграда на библиотеката датира от 1939 г., разположена е на улица Терян в квартал Кентрон. Проектирана е от архитект Александър Таманян, за да събере около седем милиона книги. Между 1925 и 1990 г. библиотеката носи името на Александър Мясникян. Библиотеката съхранява колекция от 6,6 милиона книги.